# Kostel svatého Víta (České Libchavy)

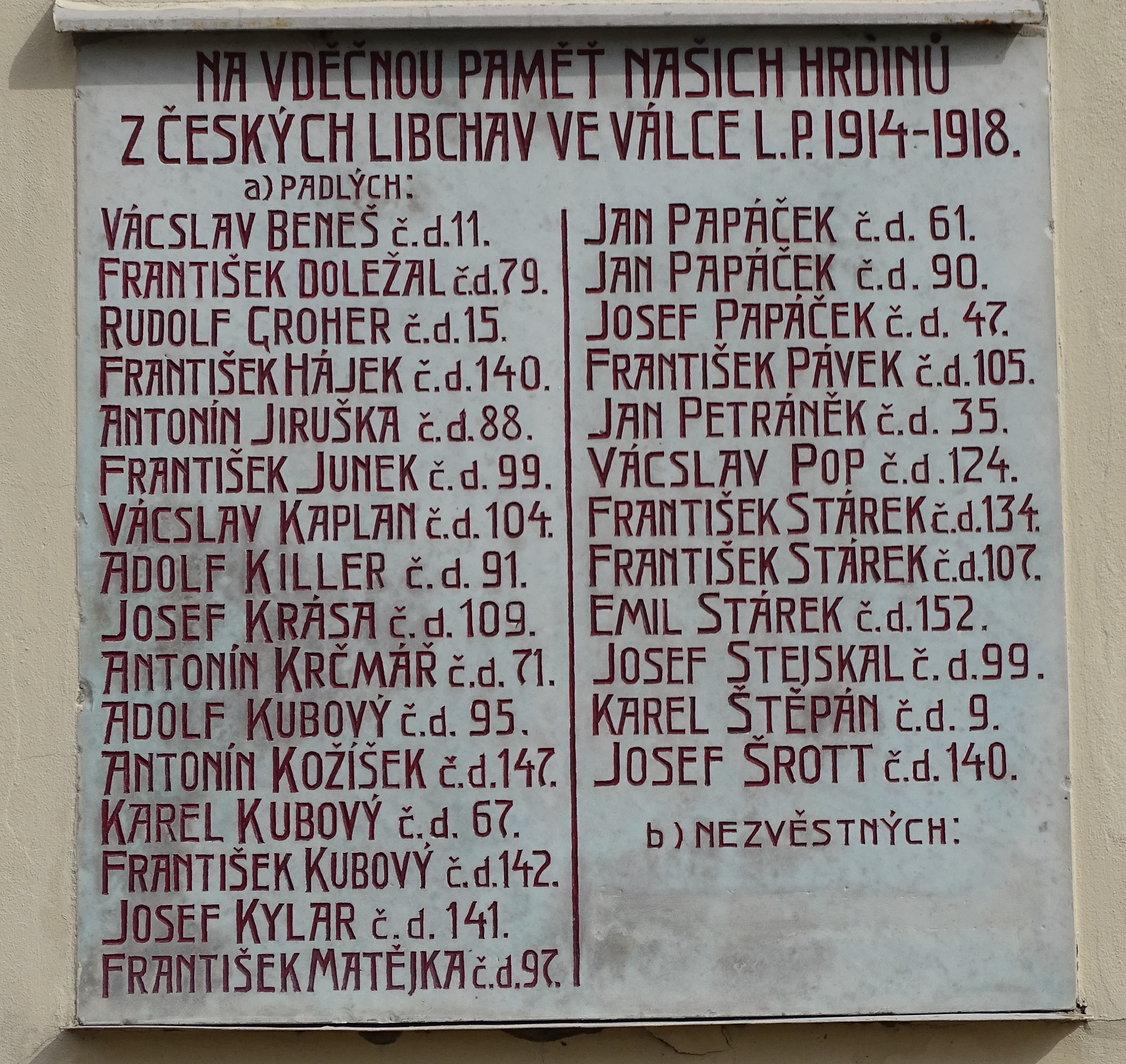
Pamětní deska obětem války 1914 - 1918

Kostel svatého Víta je římskokatolický, orientovaný kostel v Českých Libchavách. Je farním kostelem farnosti České Libchavy. Je chráněn jako kulturní památka České republiky.

## Historie
Kostel je doložen roku 1360, zbarokizován byl v roce 1780. Věž z roku 1840 byla v roce 1893 zvýšena.

## Architektura
Jednolodní, původně gotická stavba. Nejcennější částí stavby je gotický presbytář. Průčelí a zakončení věže je upraveno neoslohově.

## Varhany
Varhany z roku 1898 jsou dílem varhanáře Antonína Mölzera.

## Bohoslužby
Bohoslužby se konají v neděli od 10.00 a v pátek.

## Hřbitov
V okolí kostela se rozkládá hřbitov. Na stěně kostela u vchodu umístěna Pamětní deska padlých z Českých Libchav ve válce v letech 1914 - 1918 a obětí války v letech 1939 - 1945.
Hroby:
Starý František (1827 - 1894) prvofarář v Českých Libchavách.
Ševčík Václav (1881 Dobronice na Moravě - 1943 České Libchavy) biskupský notář a farář v Českých Libchavách